# Astena
Astena es un género de  coleóptero de la familia Chrysomelidae.

## Especies
Las especies de este género son:
- Astena atripes Baly, 1856
- Astena maculipennis Jacoby, 1894